# Fowlea punctulata
Fowlea punctulata — вид змій родини полозових (Colubridae). Ендемік М'янми.

## Поширення і екологія
Fowlea punctulata мешкають у мангрових і пальмових лісах на узбережжі М'янми, які регулярно затоплюються солонуватою водою.